# Warlus (Pas-de-Calais)
Pour les articles homonymes, voir Warlus.
Warlus est une commune française située dans le département du Pas-de-Calais en région Hauts-de-France.

## Géographie

### Localisation
Localisée dans le sud-est du département du Pas-de-Calais, Warlus est une commune située, à vol d'oiseau, à 8 km à l'ouest de la commune d’Arras (aire d'attraction, chef-lieu d'arrondissement et préfecture du Pas-de-Calais).
Le territoire de la commune est limitrophe de ceux de huit communes.
Les communes limitrophes sont Gouves, Agnez-lès-Duisans, Berneville, Dainville, Duisans, Montenescourt, Simencourt et Wanquetin.

### Géologie et relief
La superficie de la commune est de 5,43 km2 ; son altitude varie de 83  à   122 mètres.

### Hydrographie
La commune est située dans le bassin Artois-Picardie. Elle n'est drainée par aucun cours d'eau,.

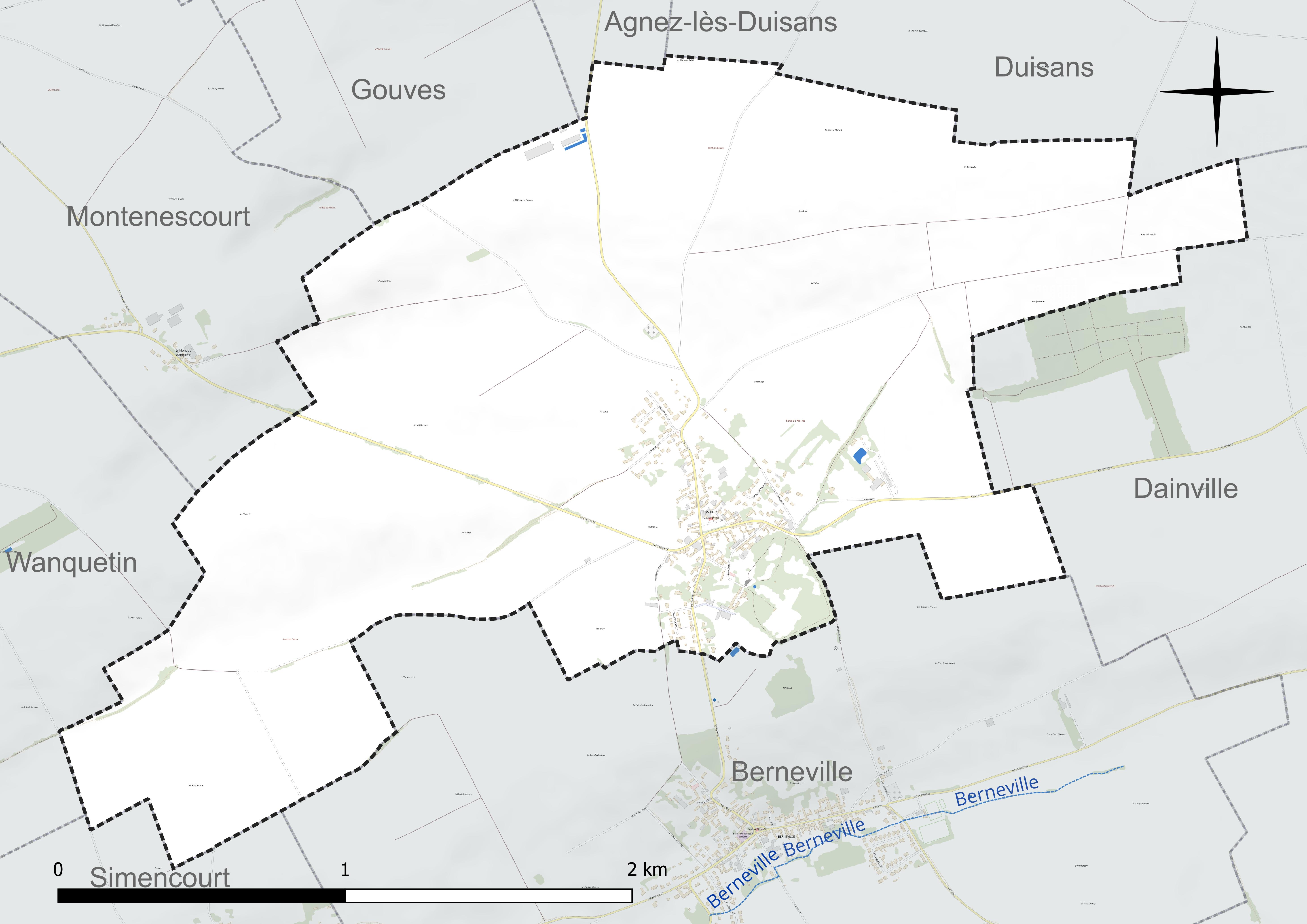
Réseau hydrographique de Warlus.

### Climat
Pour des articles plus généraux, voir Climat des Hauts-de-France et Climat du Nord-Pas-de-Calais.
En 2010, le climat de la commune est de type climat océanique dégradé des plaines du Centre et du Nord, selon une étude du CNRS s'appuyant sur une série de données couvrant la période 1971-2000. En 2020, Météo-France publie une typologie des climats de la France métropolitaine dans laquelle la commune est exposée à un climat océanique et est dans la région climatique Nord-est du bassin Parisien, caractérisée par un ensoleillement médiocre, une pluviométrie moyenne régulièrement répartie au cours de l'année et un hiver froid (3 °C).
Pour la période 1971-2000, la température annuelle moyenne est de 10,1 °C, avec une amplitude thermique annuelle de 14,2 °C. Le cumul annuel moyen de précipitations est de 796 mm, avec 12,3 jours de précipitations en janvier et 9 jours en juillet. Pour la période 1991-2020, la température moyenne annuelle observée sur la station météorologique la plus proche, située sur la commune de Saulty à 12 km à vol d'oiseau, est de 10,4 °C et le cumul annuel moyen de précipitations est de 899,7 mm,. Pour l'avenir, les paramètres climatiques de la commune estimés pour 2050 selon différents scénarios d'émission de gaz à effet de serre sont consultables sur un site dédié publié par Météo-France en novembre 2022.

### Paysages
Pour un article plus général, voir Paysage en France.
La commune est située dans le paysage régional des grands plateaux artésiens et cambrésiens tel que défini dans l'atlas de paysages de la région Nord-Pas-de-Calais, conçu par la direction régionale de l'Environnement, de l'Aménagement et du Logement (DREAL),. Ce paysage régional, qui concerne 238 communes, est dominé par les « grandes cultures » de céréales et de betteraves industrielles qui représentent 70 % de la surface agricole utilisée (SAU).

## Urbanisme

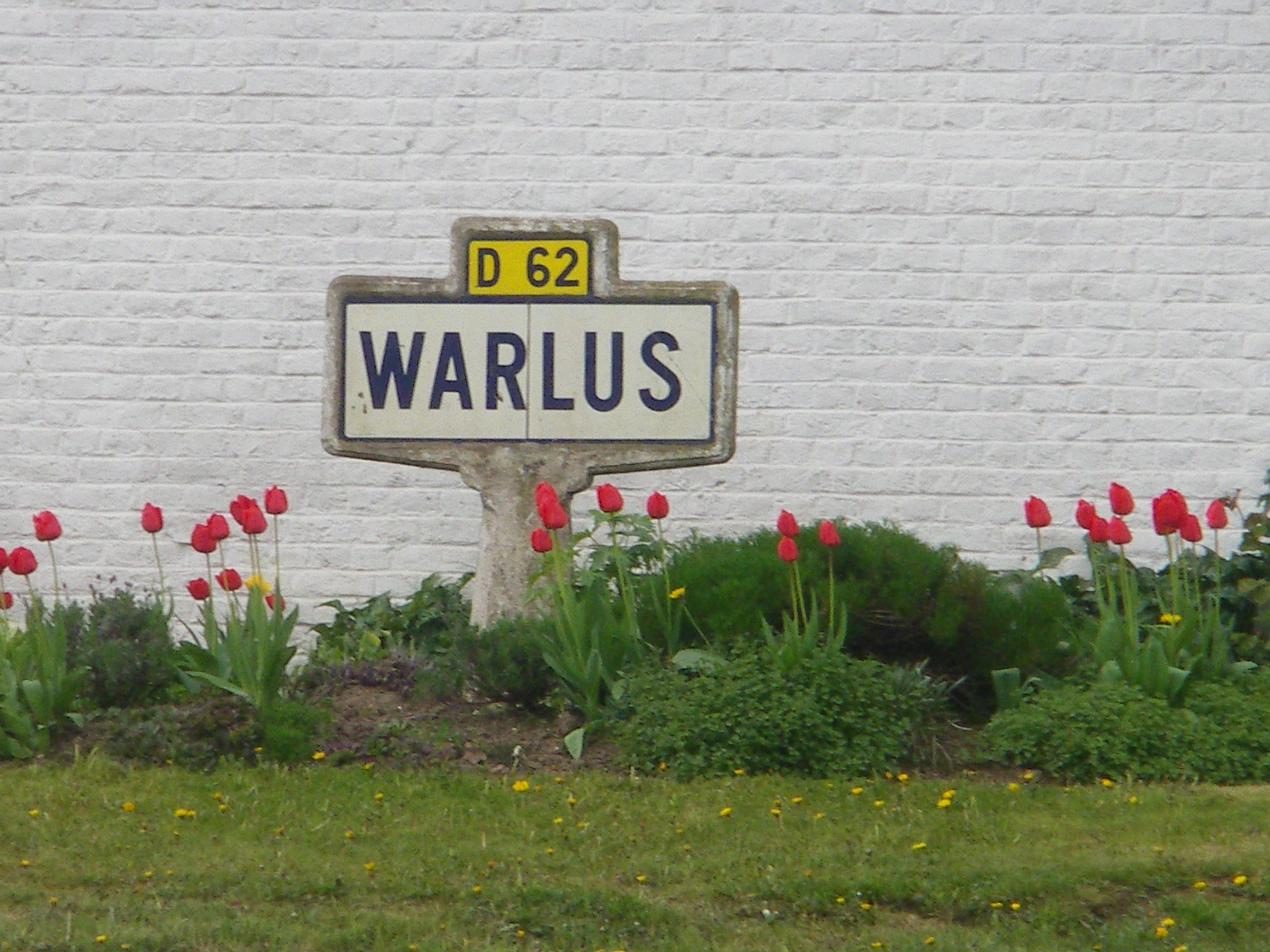
Un ancien panneau d'entrée de Warlus.

### Typologie
Au 1er janvier 2024, Warlus est catégorisée bourg rural, selon la nouvelle grille communale de densité à sept niveaux définie par l'Insee en 2022.
Elle est située hors unité urbaine. Par ailleurs la commune fait partie de l'aire d'attraction d'Arras, dont elle est une commune de la couronne,. Cette aire, qui regroupe 163 communes, est catégorisée dans les aires de 50 000 à moins de 200 000 habitants,.

### Occupation des sols
L'occupation des sols de la commune, telle qu'elle ressort de la base de données européenne d'occupation biophysique des sols Corine Land Cover (CLC), est marquée par l'importance des territoires agricoles (94 % en 2018), une proportion identique à celle de 1990 (94 %). La répartition détaillée en 2018 est la suivante : 
terres arables (90,4 %), zones urbanisées (6 %), prairies (3,6 %). L'évolution de l'occupation des sols de la commune et de ses infrastructures peut être observée sur les différentes représentations cartographiques du territoire : la carte de Cassini (XVIIIe siècle), la carte d'état-major (1820-1866) et les cartes ou photos aériennes de l'IGN pour la période actuelle (1950 à aujourd'hui).

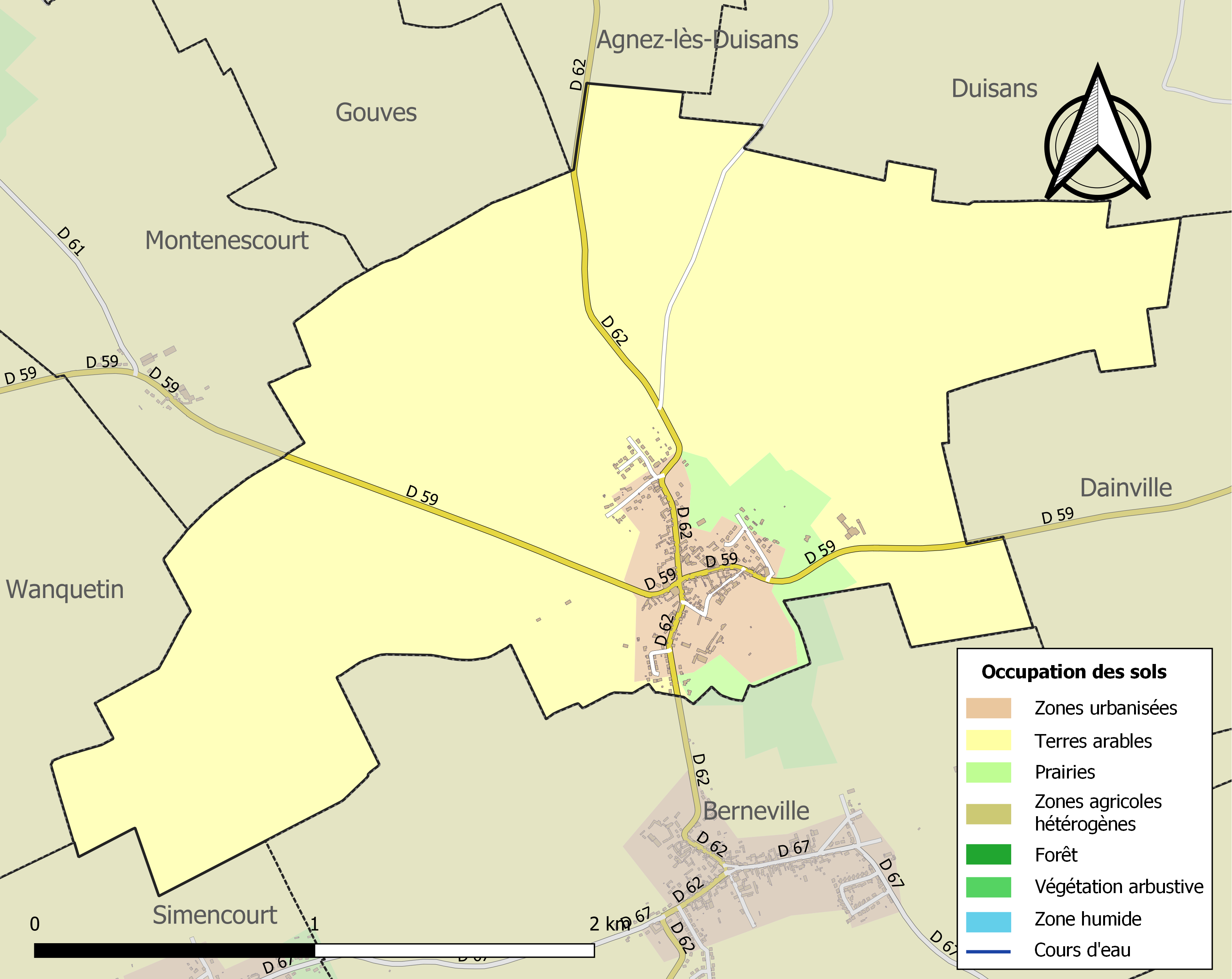
Carte des infrastructures et de l'occupation des sols de la commune en 2018 (CLC).

## Toponymie
Le nom de la localité est attesté sous les formes Warlus (1098), Guerini lucus (1098), Guarluis (1119), Warluis (1142), Guarlus (1164).
Nom qui est issu de l'ancien néerlandais water « eau » (comprendre ancien néerlandais watar, watir) et du latin lucus « bois », ou du germanique lôh « bois », « forêt » du germanique occidental *lauh de même sens, d'où le sens global de « bois marécageux ».
Voir Warlus (Somme)

## Histoire
Avant la Révolution française, Warlus était le siège d'une seigneurie.

## Politique et administration

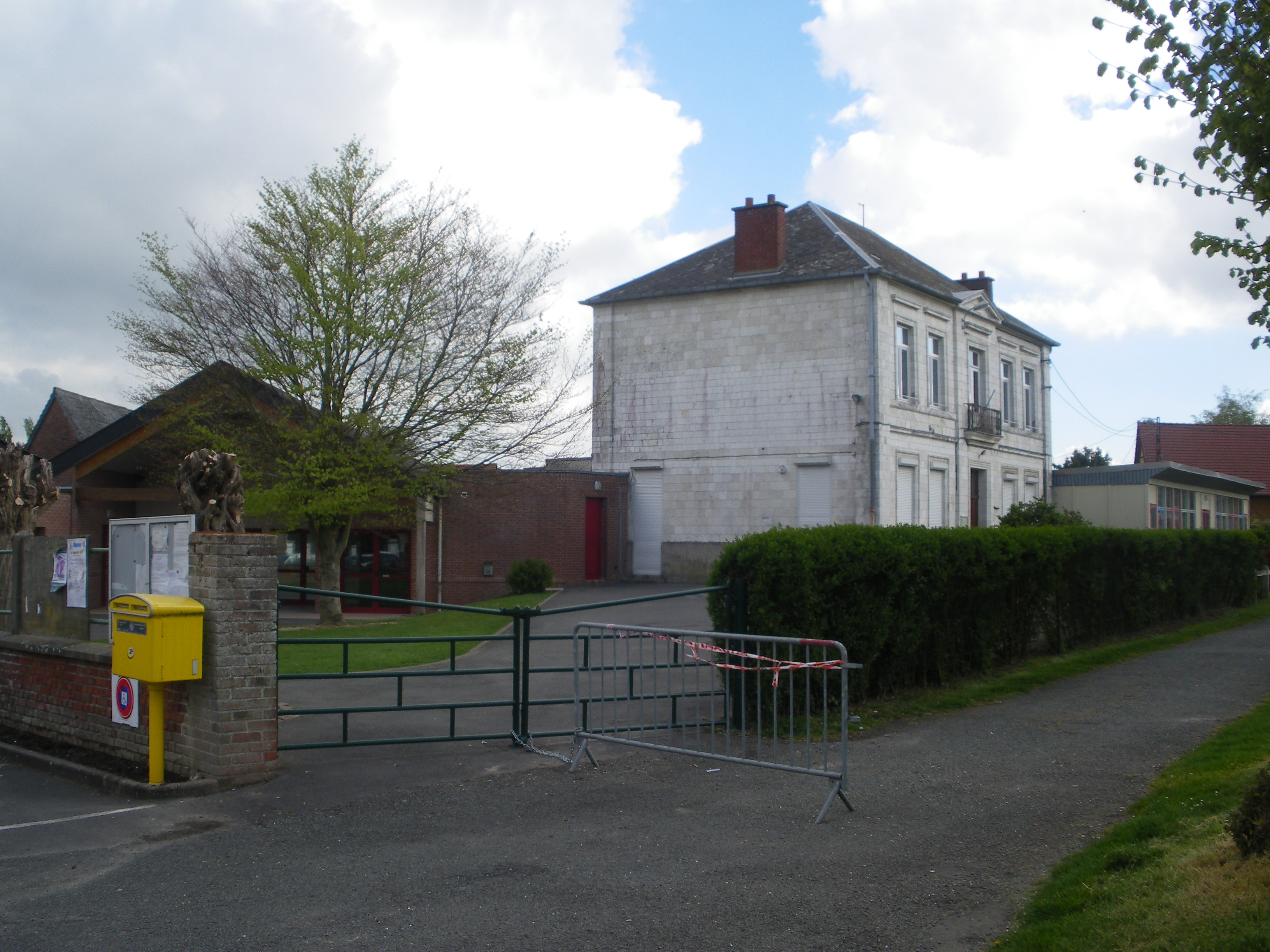
La mairie.

### Découpage territorial
La commune se trouve dans l'arrondissement d'Arras du département du Pas-de-Calais.

#### Commune et intercommunalités
La commune est membre de la communauté de communes des Campagnes de l'Artois.

#### Circonscriptions administratives
La commune est rattachée au canton d'Avesnes-le-Comte.

#### Circonscriptions électorales
Pour l'élection des députés, la commune fait partie de la première circonscription du Pas-de-Calais.

### Élections municipales et communautaires

#### Liste des maires
| Période                                  | Période                     | Identité            | Étiquette | Qualité                                             |
| ---------------------------------------- | --------------------------- | ------------------- | --------- | --------------------------------------------------- |
| Les données manquantes sont à compléter. |                             |                     |           |                                                     |
| mars 1977                                | 2001                        | Jean Lefranc        |           |                                                     |
| mars 2001                                | 2014                        | Chantal Carussi     |           |                                                     |
| 30 mars 2014                             | En cours (au 14 avril 2022) | Catherine Libessart |           | Cadre d'entreprise, Réélu pour le mandat 2020-2026, |

## Population et société

### Démographie

#### Évolution démographique
L'évolution du nombre d'habitants est connue à travers les recensements de la population effectués dans la commune depuis 1793. Pour les communes de moins de 10 000 habitants, une enquête de recensement portant sur toute la population est réalisée tous les cinq ans, les populations de référence des années intermédiaires étant quant à elles estimées par interpolation ou extrapolation. Pour la commune, le premier recensement exhaustif entrant dans le cadre du nouveau dispositif a été réalisé en 2007.

En 2022, la commune comptait 379 habitants, en évolution de +0,8 % par rapport à 2016 (Pas-de-Calais : −0,72 %, France hors Mayotte : +2,11 %).
| 1793 | 1800 | 1806 | 1821 | 1831 | 1836 | 1841 | 1846 | 1851 |
| ---- | ---- | ---- | ---- | ---- | ---- | ---- | ---- | ---- |
| 278  | 288  | 335  | 352  | 392  | 393  | 422  | 400  | 436  |

| 1856 | 1861 | 1866 | 1872 | 1876 | 1881 | 1886 | 1891 | 1896 |
| ---- | ---- | ---- | ---- | ---- | ---- | ---- | ---- | ---- |
| 430  | 419  | 377  | 357  | 366  | 369  | 351  | 326  | 270  |

| 1901 | 1906 | 1911 | 1921 | 1926 | 1931 | 1936 | 1946 | 1954 |
| ---- | ---- | ---- | ---- | ---- | ---- | ---- | ---- | ---- |
| 287  | 285  | 271  | 287  | 256  | 246  | 227  | 248  | 225  |

| 1962 | 1968 | 1975 | 1982 | 1990 | 1999 | 2006 | 2007 | 2012 |
| ---- | ---- | ---- | ---- | ---- | ---- | ---- | ---- | ---- |
| 259  | 223  | 221  | 305  | 385  | 377  | 366  | 364  | 376  |

| 2017 | 2022 | - | - | - | - | - | - | - |
| ---- | ---- | - | - | - | - | - | - | - |
| 377  | 379  | - | - | - | - | - | - | - |

#### Pyramide des âges
En 2018, le taux de personnes d'un âge inférieur à 30 ans s'élève à 28,0 %, soit en dessous de la moyenne départementale (36,7 %). À l'inverse, le taux de personnes d'âge supérieur à 60 ans est de 28,5 % la même année, alors qu'il est de 24,9 % au niveau départemental.
En 2018, la commune comptait 176 hommes pour 200 femmes, soit un taux de 53,19 % de femmes, légèrement supérieur au taux départemental (51,50 %).
Les pyramides des âges de la commune et du département s'établissent comme suit.
| Hommes | Classe d’âge | Femmes |
| ------ | ------------ | ------ |
| 1,1    | 90 ou +      | 1,0    |
| 6,8    | 75-89 ans    | 14,1   |
| 16,5   | 60-74 ans    | 17,1   |
| 28,3   | 45-59 ans    | 24,0   |
| 18,6   | 30-44 ans    | 16,5   |
| 9,6    | 15-29 ans    | 12,0   |
| 19,1   | 0-14 ans     | 15,4   |

| Hommes | Classe d’âge | Femmes |
| ------ | ------------ | ------ |
| 0,5    | 90 ou +      | 1,6    |
| 5,6    | 75-89 ans    | 8,9    |
| 16,7   | 60-74 ans    | 18,1   |
| 20,2   | 45-59 ans    | 19,2   |
| 18,9   | 30-44 ans    | 18,1   |
| 18,2   | 15-29 ans    | 16,2   |
| 19,9   | 0-14 ans     | 17,9   |

## Culture locale et patrimoine

### Lieux et monuments
- Château[32].
- Église Saint-Lambert[32].
- Monument dédié aux femmes résistantes et déportées (unique dans le Pas-de-Calais)- 2009.
- Monument aux morts.

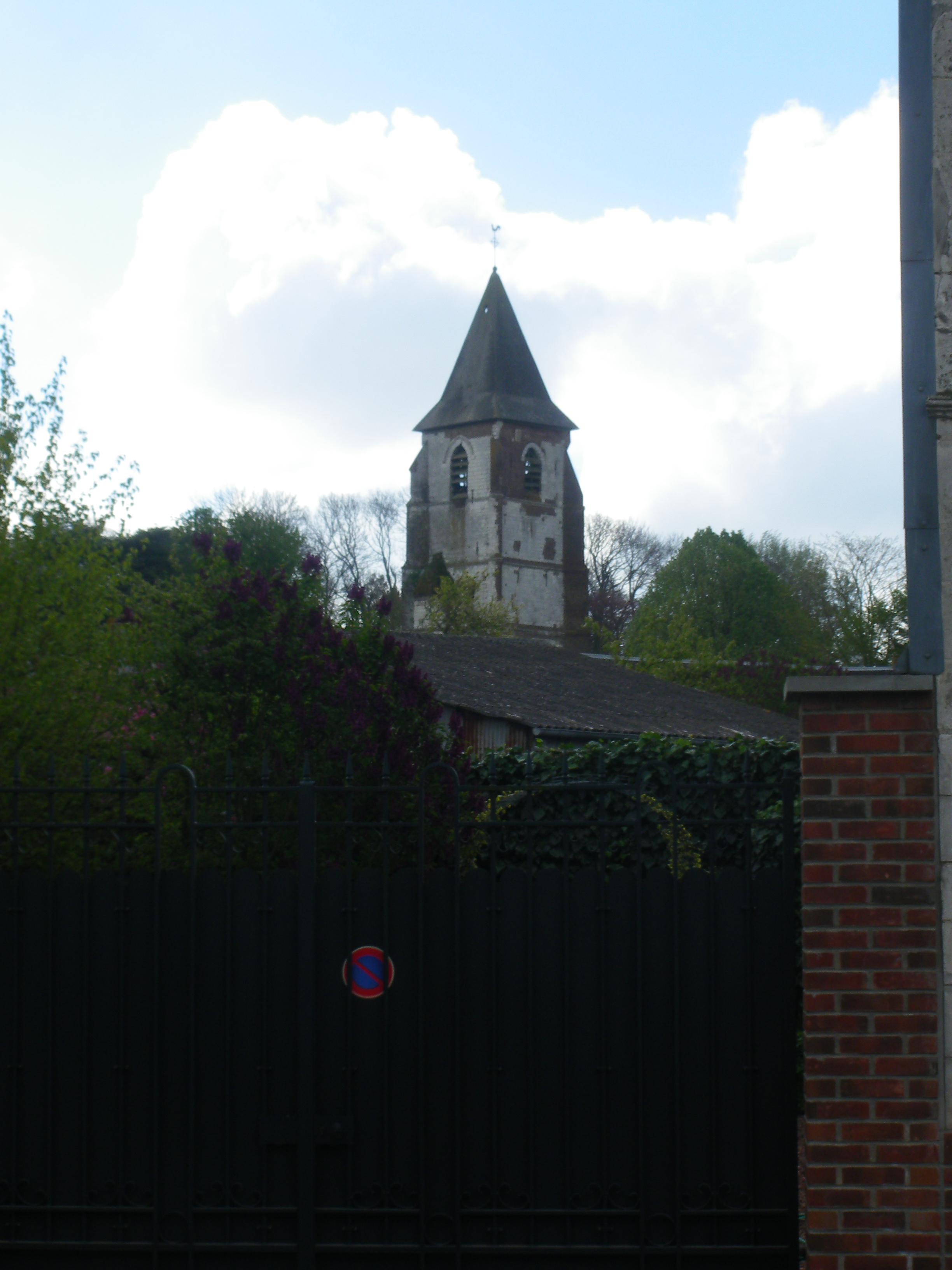
L'église.
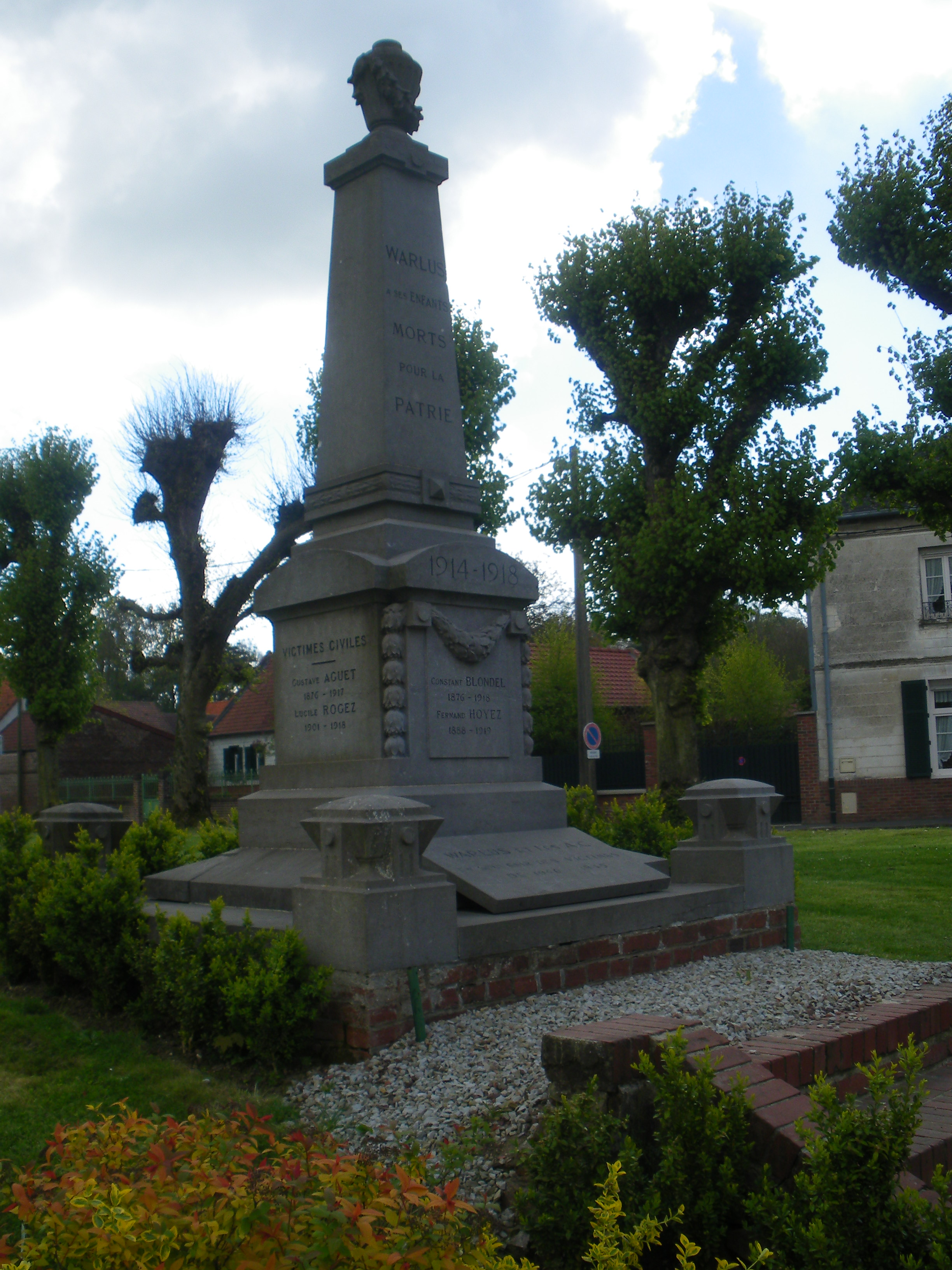
Le monument aux morts.

### Personnalités liées à la commune
- Jean-Baptiste Boucquel, décédé écuyer, était aux XVIIe et XVIIIe siècles, conseiller au conseil d'Artois, seigneur de Warlus, Sombrin, Villers-sir-Simon, Valhuon. Il a rendu plusieurs services à son roi, le roi de France[21].
- Paul François Boucquel, écuyer, fils de Jean-Baptiste, seigneur des mêmes lieux que son père, a reçu en octobre 1723, des lettres de chevalerie héréditaire données à Versailles, en récompense des services rendus au roi en tant que capitaine au régiment de dragons d'Artois[21]. En octobre 1736, il demeure à Sombrin et bénéficie de nouvelles lettres données à Versailles. Elles l'autorisent à décorer ses armes d'une couronne de comte et à prendre deux tigres comme supports. Cette autorisation lui est accordée en raison des services rendus au roi par son père, par lui-même, et par deux de ses fils, au service dans la deuxième compagnie des mousquetaires à cheval de al garde du roi, l'un depuis le 20 août 1727 et l'autre depuis le 12 décembre 1734[33].

### Héraldique
| Armes de Warlus | Les armes de Warlus se blasonnent ainsi : écartelé au 1) et au 4) de gueules à l'écusson d'argent au 2) et 3) d'azur à la fasce d'or. |

## Pour approfondir